# Іва Нероллі
Іва Нероллі (справжнє ім'я Іва Костянтинівна Івахненко, до шлюбу Побот, нар. 28 листопада 1985, Первомайський (Харківська область), УРСР) — українська дизайнерка, модельєрка одягу, власниця українського бренду одягу та аксесуарів IVA NEROLLI.

## Біографія
Народилася 28 листопада 1985 року в м. Первомайський Харківської області, УРСР. Батько — Костянтин Побот — військовий у відставці, мати — Марина Тихонова — хіропсихологиня, засновниця першої української школи корекційної хіропсихології.
Дитинство (до 6 років) пройшло в Німеччині в місті Цайц, оскільки там служив батько. Закінчила школу № 5 міста Первомайського і переїхала жити та продовжувати навчання в м. Харкові. У 2001 році вступила до Харківського державного університету громадського харчування, який успішно закінчила у 2007 році. Після закінчення ВНЗ шукала себе в різних професіях. Встигла попрацювати і в державних структурах. Останнє місце роботи Державне агентство відновлення та розвитку інфраструктури України.
У 2007 році одружилася і народила доньку Валерію. Для гармонізації внутрішнього світу почала малювати. Закінчила курси дизайну інтер'єрів, де вивчала стиль Versace у рамках дипломної роботи. Це надихнуло на створення першої колекції IVA NEROLLI осінь-зима 2018/2019 , яку вперше презентувала на платформі Ukrainian Fashion Week у 2018 році. Це був великий крок для бренду і початку виходу на український ринок.
14 червня 2018 року відбулося урочисте відкриття флагманського бутика IVA NEROLLI.
У листопаді 2019 року після презентації нової колекції Renaissance, Іва з'явилася на обкладинці глянцевого відання Pink, і того ж року отримала нагороду "Жінка року".
У 2020 році пробує себе в ролі телеведучої на музичному телеканалі O-TV. Пізніше запускає власний YouTube проєкт "Інтелектуальна мода".

## Освіта
У 2007 році закінчила Харківський державний університет харчування і торгівлі.
У 2019 році закінчила Київський національний університет технології та дизайну.

## Нагороди
У 2018 році нагорода "100 успішних українок"
У 2018 році нагорода "Жінка року" за досягнення у професійній сфері.
У 2019 році нагорода "Жінка року" за сумлінну плідну працю, високий професіоналізм та вагомий особистий внесок у соціально-економічний розвиток країни.
У 2019 році подяка за розвиток, створення та популярізацію української моди.

## Про бренд
У 2017 році Іва створює власний бренд жіночого одягу IVA NEROLLI.
Відмінною особливістю колекцій є унікальний малюнок, створений на основі кабалістичних символів. Головний напрямок - жіноча костюмна лінія одягу. За час існування бренду створено 9 повноцінних і 2 капсульні колекції одягу та аксесуарів.
З 2022 року бренд продається в ЦУМі та на території Європейського Союзу.

## Колекції
- Cruise collection'2017-18 [8]
- Spring Summer collection '2018 [9]
- Fall Winter collection'2018-19 [10][11][12]
- City Breeze collection '2018 [13]
- Spring Summer collection'2019 [14][15]
- Fall Winter collection 2019/20 [2][16]
- Spring Summer 2020/21 [17][18]
- Fall Winter collection 2020/21 [19][20]
- Spring Summer collection SS'22 [21][22]
- Fall Winter collection 2022 [23][24]

## У пресі
1. 5 must-have трендів від дизайнера бренду Iva Nerolli // GOSSIP. — 2018. — № 12 (листопад/грудень). — С. 22. Архівовано з джерела 2 березня 2020. Процитовано 14 квітня 2020.
2. Обличчя номеру. IVA NEROLLI // UKRAINIAN PEOPLE : журнал. — 2019. — № 27 (осінь). — С. 12-17. Архівовано з джерела 17 грудня 2019. Процитовано 14 квітня 2020.
3. Iva Nerolli: "Хочу показати справжню жінку цього світу" // Pink : журнал. — 2019. — Зима. — С. 45-46. Архівовано з джерела 2 березня 2020. Процитовано 14 квітня 2020.
4. RENAISSANCE SS'20 бренду IVA NEROLLI // Platinum Elite Travelling International Magazine. — 2019. — № 50. — С. 104. Архівовано з джерела 30 березня 2020. Процитовано 14 квітня 2020.
5. SORTILÈGE // Faust Magazine. — 2019. — No 8. Архівовано з джерела 2 березня 2020. Процитовано 14 квітня 2020.